# VL Paarma
Die VL Paarma war ein Schulflugzeug des finnischen Herstellers Valtion lentokonetehdas.

## Geschichte und Konstruktion
Die Paarma wurde als Schulflugzeug für die finnische Luftwaffe in den Jahren 1930 bis 1931 entwickelt. Ihr Erstflug fand am 20. März 1931 statt. Das als Doppeldecker ausgelegte zweisitzige Schulflugzeug mit hintereinander angeordneten Sitzen war jedoch untermotorisiert und die Flugeigenschaften erwiesen sich als schlecht. Trotz an der Maschine vorgenommener Verbesserungen und dem Einbau eines stärkeren Motors erfolgten keine Bestellungen. Die einzige Maschine wurde 1933 beschädigt und nicht mehr repariert.

## Militärische Verwendung
- Finnland

## Technische Daten
| Kenngröße             | Daten                                         |
| --------------------- | --------------------------------------------- |
| Besatzung             | 2                                             |
| Länge                 | 7,90 m                                        |
| Spannweite            | 10,50 m                                       |
| Höhe                  | 2,80 m                                        |
| max. Startmasse       | 960 kg                                        |
| Höchstgeschwindigkeit | 135 km/h                                      |
| Dienstgipfelhöhe      | 3000 m                                        |
| Reichweite            | ? km                                          |
| Triebwerke            | 1 × Siemens & Halske Sh 12 mit 90 kW (122 PS) |